# ونسيت أني امرأة
ونسيت أني امرأة هي رواية للكاتب المصري إحسان عبد القدوس صدرت عام 1977. 
تدور الرواية حول امرأة تهتم بنفسها، وتعظم حالها، ولا تعترف بأى أخطاء لها، ولكنها تجد أنها تخسر من حولها في الوقت نفسه. حاول "عبد القدوس" أن يروج لفكرة أنه من غير المنطقى، أن تكون المرأة دومًا الطرف الأضعف، وتظهر وكأنها لا ترتكب أخطاء. تحولت إلى فيلم صدر عام 1994 من إخراج عاطف سالم وبطولة ماجدة، فؤاد المهندس وسمير صبري.